# Sergentomyia kurandamallai
Sergentomyia kurandamallai är en tvåvingeart som beskrevs av Kaul 1993. Sergentomyia kurandamallai ingår i släktet Sergentomyia och familjen fjärilsmyggor.
Artens utbredningsområde är Tamil Nadu (Indien). Inga underarter finns listade i Catalogue of Life.